# 오고쇼
대어소(일본어: 大御所 오고쇼[*])는 섭정이나 관백의 아버지로서 실권을 가지고 있는 사람을 말한다. 과거에는 친왕의 은거 장소를 가리키는 명칭이었다. 나중에는 전임 정이대장군을 칭하는 명칭으로 정착하게 되었다. 무로마치 시대의 아시카가 요시미쓰·아시카가 요시마사·아시카가 요시하루, 에도 시대의 도쿠가와 이에야스·도쿠가와 히데타다가 이 존칭으로 불렸다.
현대에는 일본어의 관용어로서 어떤 분야에서의 노련함, 권위 또는 과거에 큰 공로를 한 사람이나, 그 분야를 처음으로 개척한 사람을 칭할 때 사용하기도 한다.

## 같이 보기
- 원정

## 참고 문헌
- 《고쿠시다이지텐》 (쇼와 시대), 요시카와코분칸
- 『国史大辞典』　吉川弘文館。